# Коанси (Ен)
Коанси (фр. Coincy) насеље је и општина у североисточној Француској у региону Пикардија, у департману Ен (Пикардија) која припада префектури Шато Тјери.
По подацима из 2011. године у општини је живело 1312 становника, а густина насељености је износила 76,1 становника/km². Општина се простире на површини од 17,24 km². Налази се на средњој надморској висини од 102 метара (максималној 218 m, а минималној 91 m).

## Демографија
| 1962. | 1968. | 1975. | 1982. | 1990. | 1999. | 2011. |
| ----- | ----- | ----- | ----- | ----- | ----- | ----- |
| 708   | 752   | 840   | 946   | 1.039 | 1.156 | 1.312 |

График промене броја становника у току последњих година